# 諏訪彰
諏訪 彰（すわ あきら、1919年11月18日 - 1999年3月12日）は、日本の地震学者・火山学者。長く気象庁に勤務し、地震観測所長などを務めた。

## 経歴
長野県諏訪郡上諏訪町（現諏訪市）に、諏訪藩主・諏訪氏の分家筋に生まれる。旧制諏訪中学校（長野県諏訪清陵高等学校の前身）で三澤勝衛の教えを受け、三澤が顧問であった理科クラブの部長を務めた。松本高等学校理科甲類を経て、東京帝国大学理学部地質学科に学ぶ。1944年に卒業して兵役に就き、戦時中は技術将校として日本海沿岸の石油探査にあたった。
戦後、1945年12月に中央気象台（気象庁の前身）に採用されて藤原咲平の薫陶を受け、松代大本営跡に地震観測施設を設けた中央気象台松代分室の開設などに関わった。1950年から1951年にかけての伊豆大島・三原山の大噴火をきっかけに火山研究に注力するようになり、中央気象台に新設された火山係の係長となった。また、一般への火山に関する知識の普及に取り組み、教育映画『火山三原山』や『浅間山』の制作に関わった。
1957年、ハワイ火山観測所 (Hawaiian Volcano Observatory)、カリフォルニア大学に派遣され、当時日本にはなかった観測研究施設の調査にあたった。この前後、諏訪は日本の火山観測体制の充実を主導した。
1968年に盛岡地方気象台長、1969年に気象庁地震課長となった。
以降1980年に定年退職するまで気象庁に勤務した。

## おもな著書
- 火山とその活動（楽しい理科教室 26）、恒星社厚生閣、1955年. NCID BA3667796X
- （北田卓史 絵）火山のひみつ、大日本図書、1958年
- 火を噴く日本列島：日本の火山を診断する（ブルー・バックス）、講談社、1965年
- 日本列島99の謎：誕生のドラマと噴火・地震の科学（サンポウ・ブックス）、産報、1975年
- 諏訪彰編『富士山 その自然の全て』東亜同文書院、1992年、ISBN 4810340473

## 主要論文
- 諏訪彰、1950～1年三原山噴火の活動状況と研究陣展望 地学雑誌 1951年 60巻 3号 p.107-114, doi:10.5026/jgeography.60.107
- 諏訪彰、明神礁の海底噴火について 地学雑誌 1953年 62巻 3号 p.100-110, doi:10.5026/jgeography.62.3_100
- 諏訪彰、竹山一郎、「1952年明神礁噴火の空中観察」 昭和28年7月 驗震時報第17卷 第4号 pp.67-70
- 諏訪彰、三宅島火山と1962年の噴火 地学雑誌 1963年 72巻 6号 p.293-305, doi:10.5026/jgeography.72.6_29
- 諏訪彰、気象庁による火山観測の沿革と現状 火山.第2集 1965年 10巻 10Special号 p.133-138, doi:10.18940/kazanc.10.10Special_133
- 諏訪彰、長宗留男、渡部貢、1970-71 年噴火の経過(IV. 秋田駒ケ岳 1970-71 年の噴火活動の経過) 火山.第2集 1971年 16巻 2-3号 p.112-121, doi:10.18940/kazanc.16.2-3_112 1970-71
- 諏訪彰、「1779年桜島大噴火の火山灰 －諏訪高島藩士が採集・保存－」 予防時報 167, 12-17, 1991, NAID 10029959936